# Necromantío del Aqueronte

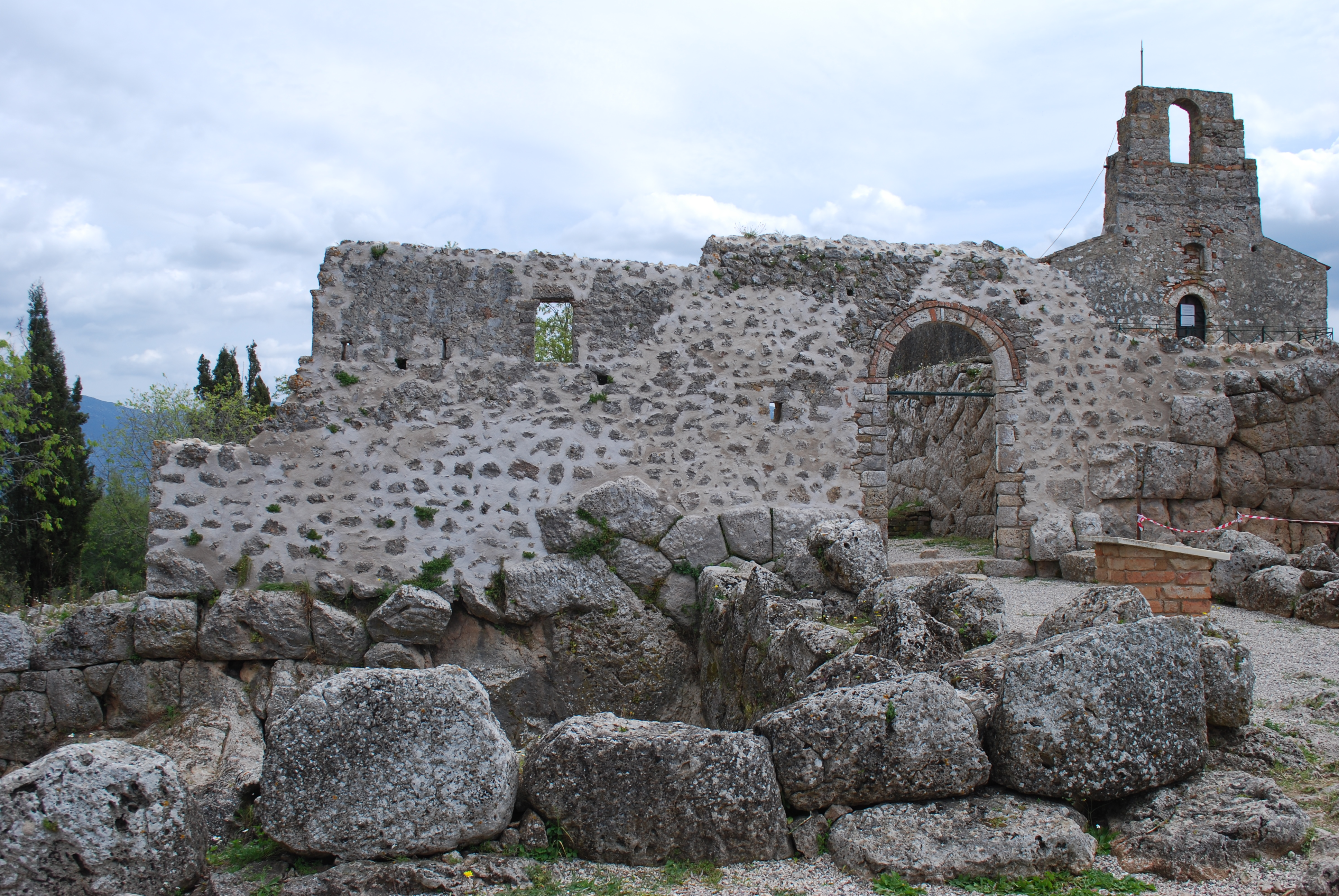
Parte de los restos del Necromantío del Aqueronte, con la iglesia del monasterio San Juan Bautista al fondo a la derecha.

El Necromantío (en griego, Νεκρομαντεῖον) fue un santuario y oráculo griego que se encontraba en Éfira (Tesprotia), en la confluencia de los ríos Aqueronte y Cocito. 
En este oráculo los fieles acudían a consultar a las almas de los muertos, que eran las que, según creían, tenían la capacidad de predecir el futuro. Fue mencionado por Homero en la Odisea: Odiseo llegó a este lugar y descendió al Inframundo para obtener del alma del adivino Tiresias consejos sobre el modo de regresar a su patria.
Se han hallado restos arqueológicos en este lugar. Los más antiguos pertenecen a la época micénica y son tres tumbas infantiles. Los restos de cerámica y estatuillas indican que en el siglo VII a. C. el lugar funcionaba como un santuario. Sin embargo, la parte principal del yacimiento arqueológico  pertenece al periodo helenístico temprano. En el año 167 a. C. los romanos destruyeron el santuario, que quedó deshabitado hasta el siglo I, cuando se establecieron en la zona nuevos colonos. En las proximidades se encuentra el monasterio de San Juan Bautista, construido en el siglo XVIII.